# Trophomera iturupiensis
Trophomera iturupiensis is een rondwormensoort uit de familie van de Benthimermithidae. De wetenschappelijke naam van de soort is voor het eerst geldig gepubliceerd in 1974 door Rubtzov & Platonova.